# Gołębsko
Gołębsko (dawniej: niem. Wernershof) – osada w Polsce położona na skraju Wysoczyzny Polanowskiej, w województwie pomorskim, w powiecie bytowskim, w gminie Miastko.
Osada powstała na gruntach folwarku Wernershof.
W latach 1975–1998 miejscowość administracyjnie należała do województwa słupskiego.